# Casaletto Vaprio
Casaletto Vaprio ist eine Gemeinde mit 1792 Einwohnern (Stand 31. Dezember 2023) in der Provinz Cremona in der italienischen Region Lombardei.

## Ortsteile
Im Gemeindegebiet liegt neben dem Hauptort der Wohnplatz Bondenta.